# Maritza Valdes
Maritza Valdes é uma enxadrista portuguesa. Em 2009 se encontrava entre as dez melhores enxadristas de Portugal, de acordo com rating FIDE.